# Huis Geldersweert
Het Huis Geldersweert was een huis in de uiterwaarden van de Nederrijn bij Ingen.

## Geschiedenis
Het huis Geldersweert stond in de gelijknamige uiterwaard, ook wel ‘de Gelderse weert’, en dankt zijn naam aan de Gelderse eigenaren, namelijk de hertogen van Gelre. Karel van Gelre schonk het goed in 1538 als huwelijksgeschenk aan zijn bastaardzoon Karel van Gelre ‘de Jonge’, wiens kinderen Van Gelder zijn gaan heten.
Naast Geldersweert kreeg Karel ook de Gelderse Toren bij Spankeren en een molen bij het ‘Gulden Spijker’. In 1539 werd Karel in de Ridderschap van de Veluwe verschreven als Karel van Gelder de jonge, heer tot Spankeren. Hier wordt hij nog niet heer van Geldersweert genoemd terwijl hij dan al wel de eigenaar van het goed is. Het is niet duidelijk of er destijds al sprake was van een (adellijk) huis of dat dit later pas is gebouwd. De Gelderse Toren werd nagelaten aan zijn naar hem vernoemde zoon Karel van Gelder de jongste, die het op zijn beurt weer schonk aan zijn zuster Catharina van Gelder, zijn andere zoon Adolph van Gelder kreeg Geldersweert.

### Eigenaren
In de periode dat Adolph van Gelder de eigenaar was van het goed, woonde hij met zijn gezin op havezate Warmelo, dat in de familie is gekomen via zijn schoonvader Godert van Batenburch, en werd Geldersweert verhuurd. Toen de kinderen volwassen waren geworden, waren beide ouders al overleden. Een van de dochters, Charlotte van Gelder, kreeg de havezate Warmelo en trouwde in het geslacht Sloet in 1633. Haar oudere dochter Judith huwde voor 1632 al met Daniel de Bedarrides, een hugenoot die gevlucht was uit het prinsdom Orange, samen betrokken zij Geldersweert. Na het overleden van Judith hertrouwde De Bedarrides haar jongere zuster Elsabé of Elisabeth.
Toen Daniel en Elisabeth beiden waren overleden in 1678, erfde hun enige nog levende zoon, Carel de Bedarrides, huis Geldersweert. Acht jaar later overleed hij en erfde zijn zuster Catharina Florentina de Bedarrides het goed. In 1668 was zij getrouwd met Arent Sloet, heer van Boekelo en Warmelo. Warmelo had hij geërfd van de nakomelingen van Charlotte van Gelder tot Warmelo en hierdoor was het goed weer terug in de familie. Catharina en Arent Sloet woonden inmiddels al sinds 1673 in de havezate waardoor zij het huis Geldersweert verhuurden. Uit het kasboek van de familie Sloet blijkt dat zij zelf nooit gewoond hebben op Geldersweert.

## Het huis
In 1971 werden de funderingen van het adellijk huis tijdens ontgrondingwerkzaamheden ontdekt. Deze restanten lagen ongeveer 800 meter ten westen van het Ingense veerhuis. Het huis was ongeveer 20 bij 15 meter, de funderingen hadden een muurdikte van 1 meter. Aan de steunberen was te zien dat het huis mogelijk op een hoek een toren heeft gehad, hoewel hier in oude documenten niets over gezegd wordt. Op de kasteelplaats stonden naast het huis ook nog een duifhuis en een schuur. Het kasteelterrein was aan drie zijden omgracht. Er was een houten brug die de kasteelplaats met de oprijlaan verbond.
Door hoogwater en het verstrijken van de tijd kwam het huis in verval en in 1803 werd het afgebroken. Hiervoor in de plaats werd een nieuw huis gebouwd dat werd gebruikt als woning voor de steenovenbaas. De laatste gronden werden in 1818 door de douairière van Diederik Bentinck, heer van Diepenheim verkocht. De gronden hadden een oppervlakte van 56 morgen (48 hectare) en strekten zich uit tot Ommeren en Maurik. De woning en een gedeelte van de omliggende landen werden gekocht door Jhr. Dr. Mr. F.A. van Leyden van Westbarendrecht, oud-minister van Binnenlandse Zaken, die getrouwd was met de dochter van des H.R. Rijksgraaf Adolph Warner van Pallandt van Eerde. De schoonzoon van Bentinck kocht ook enkele gronden, evenals een dochter van Joan Derk baron van der Capellen tot den Pol. Haar moeder was ook een Bentinck die nog verre familie was van de familie van Geldersweert.

## Eigenaren van Geldersweert
```
Karel van Gelre
 
1467
-
1538
 
│  
Hertog van 
Gelre
 
1492
-
1538

│  
Graaf van 
Zutphen

│  
Heer van de 
Gelderse Toren
 en 
Geldersweert

│
└── 
Karel van Gelder de Jonge, heer tot Spankeren
 
1515
-
1576

       
Heer van de 
Gelderse Toren
 en 
Geldersweert

    x Fenna 
van Broeckhuysen

    │
    └──  
Adolph van Gelder
 
1550
-
1619

            
Heer van 
Geldersweert
 en 
Warmelo

         x Maria van 
Batenborch
 († 1618)
         │
         ├── 
Judith van Gelder

         │      
Vrouwe van 
Geldersweert

         │   x 
Daniel de Bedarrides
 (1605 – 1671)
         │   
         └── 
Elsabé van Gelder
 
1610
-
1678

                
Vrouwe van 
Geldersweert

             x Daniel de Bedarrides
             │
             ├── 
Carel de Bedarrides
 ?-?
             │      
Heer van 
Geldersweert
 (1678-1686), deed afstand na een nieuw magescheid (
boedeldeling
) van 18 april 1686, waarbij hij de bouwing 'het Horins' kreeg
             │
             ├── 
Maria de Bedarrides
 ?-
1705

             │      
Beleend met het 
Ingensche veer
 tot 1703

             │   x Bonaventura Bodeck zu Ellgau, († 1679)
             │   x Joost van Goltstein († 1682)
             │       
Heer van 
Hoekenburg

             │
             ├── 
Helena Margaretha de Bedarrides
 ?-
1695

             │      
Vrouwe van 
Geldersweert
 
[
bron?
]

             │   x Ernst van Lawick, († 1673)
             │      
Heer van Lakenburg

             │   x Georg Wilhelm Roth 
             │
             └──  
Catharina Florentina de Bedarrides 
1642
-
1726

                     
Vrouwe van 
Geldersweert

                  x Arent 
Sloet
 (1642 – 1687)
                  │   
Heer van 
Boekelo
 en 
Warmelo

                  │	
                  └── 
Johan Albert Gabriël Sloet
 
1677
-
1754

                         
Heer van 
Geldersweert
, Peckendam en 
Warmelo

                      x Josina van Haersholte (1686 - 1737)
                      │	
                      └── 
Arend Sloet van Warmelo
 
1708
-
1771

                             
Heer van 
Geldersweert
 en 
Warmelo

                          x Florentine Wilhelmina Borre van Amerongen
                          │   
Vrouwe van 
Kersbergen
 en 
Bergestein

                          │	
                          └── 
Elisabeth Sloet van Warmelo
 
1761
-
1790

                                 
Vrouwe van 
Geldersweert

                              x Diederik 
Bentinck
 (1741 - 1813)
                                  
Heer van 
Diepenheim
 en 
Schoonheten
```

## Wapens van de eigenaren

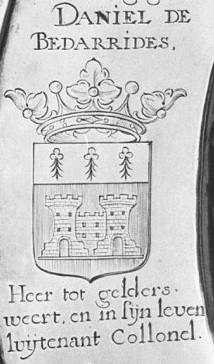
Daniel de Bedariddes
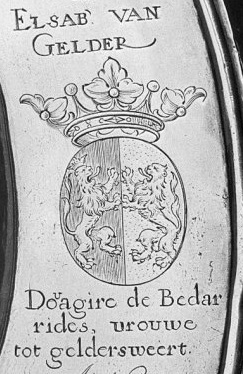
Elsabe van Gelder
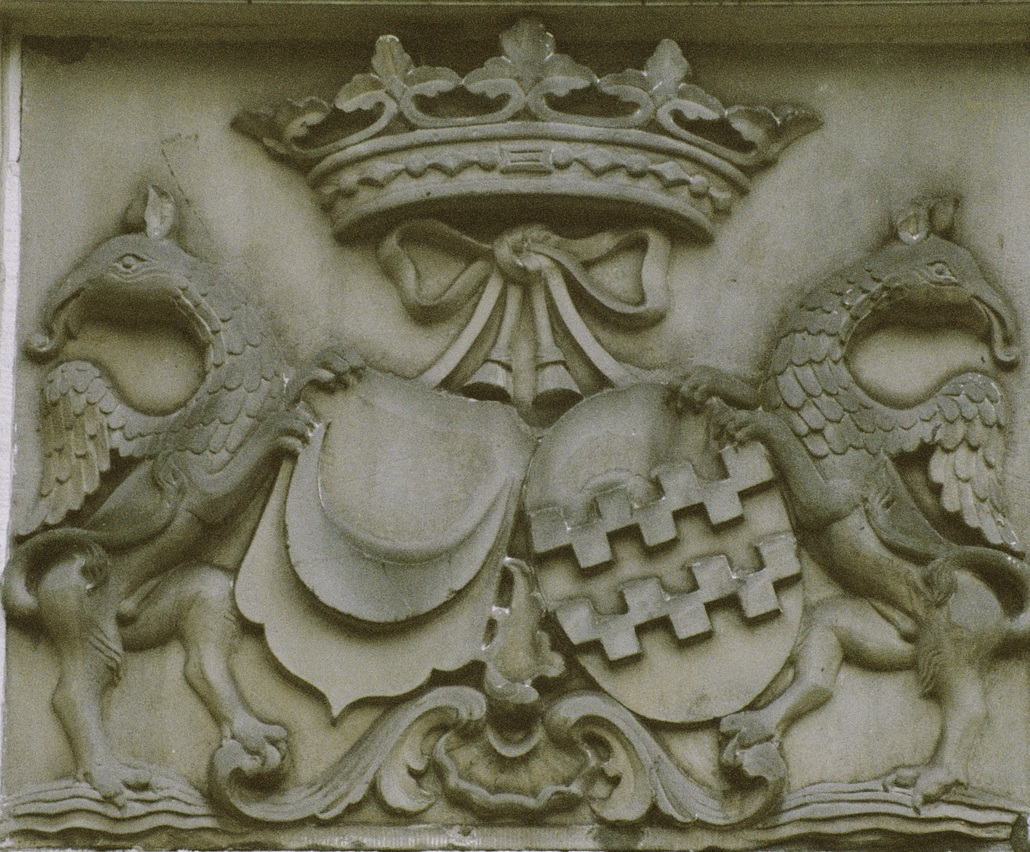
Links het wapen van de familie Sloet